# Severina Cocktail
Severina Cocktail è la seconda raccolta dei più grandi successi di Severina Vučković.
Questa raccolta esce solo per il mercato sloveno in edizione limitata. Contiene i maggiori successi dell'album Virujen u te (najbolje uživo) e Severgreen.

## Tracce
1. Bojate bane buski
2. Ja samo pjevam (live)
3. Mala je dala (live)
4. Ante (live)
5. Trava zelena (live)
6. Sama na sceni (Minijatura)
7. Iz glave
8. Daj mi daj (live)
9. Tuge od sna
10. Prijateljice (live)
11. Ma daj (french connection)
12. Broš (recuerdo)
13. Niti s tobom, nit' bez tebe (samoća)
14. Virujen u te (live)